# 天文日
天文日起源於美國，为美国一年一度的天文活動，旨在促进一般民眾、天文愛好者、天文團體和專業人員之間的互相交流。

## 歷史
天文日開始於1973年，由北加州天文協會主席道格·伯傑發起。他的意圖是在繁忙的市區地點架設各種望遠鏡，讓路人可以享受觀賞星空的樂趣。從此以後，此一活動日漸擴大，參與主辦、合辦或協辦的天文單位與組織也日漸增加。
在有些地區，天文日是開始於週一的全國天文週活動的一部分。
起初，天文日僅於春季舉辦，在四月中旬至五月中旬，以發生或最接近上弦月的星期六為舉辦日。在2007年，增加了秋季天文日，比照春季天文日，秋季天文日被訂於9月中旬至10中旬，也就是在中秋節前或後的上弦月或最接近上弦的星期六舉行。
月球會影響天文日的排程日期，因此天文日在曆日上是不固定的，每年會在不同的日期舉辦。下表顯示最近的天文日日期： 
| 年度 | 季節 | 天文日   | 上弦月   |
| ---- | ---- | -------- | -------- |
| 2005 | 春季 | 4月16日  | 4月16日  |
| 2006 | 春季 | 5月6日   | 5月5日   |
| 2007 | 春季 | 4月21日  | 4月24日  |
| 2008 | 春季 | 5月10日  | 5月12日  |
| 2009 | 春季 | 5月2日   | 5月1日   |
| 2010 | 春季 | 4月24日  | 4月21日  |
| 2010 | 秋季 | 10月16日 | 10月14日 |
| 2011 | 春季 | 5月7日   | 5月10日  |
| 2011 | 秋季 | 10月1日  | 10月3日  |
| 2012 | 春季 | 4月28日  | 4月30日  |
| 2012 | 秋季 | 10月20日 | 10月21日 |
| 2013 | 春季 | 4月20日  | 4月18日  |
| 2013 | 秋季 | 10月12日 | 10月11日 |
| 2014 | 春季 | 5月10日  | 5月7日   |
| 2014 | 秋季 | 10月4日  | 10月1日  |
| 2015 | 春季 | 4月25日  | 4月26日  |
| 2015 | 秋季 | 9月19日  | 9月21日  |
| 2016 | 春季 | 5月14日  | 5月13日  |
| 2016 | 秋季 | 10月8日  | 10月9日  |
| 2017 | 春季 | 4月29日  | 5月2日   |
| 2017 | 秋季 | 9月30日  | 9月27日  |
| 2018 | 春季 | 4月21日  | 4月22日  |
| 2018 | 秋季 | 10月13日 | 10月16日 |
| 2019 | 春季 | 5月11日  | 5月11日  |
| 2019 | 秋季 | 10月5日  | 10月5日  |
| 2020 | 春季 | 5月2日   | 4月30日  |
| 2020 | 秋季 | 9月26日  | 9月23日  |
| 2021 | 春季 | 5月15日  | 5月19日  |
| 2021 | 秋季 | 10月9日  | 10月12日 |
| 2022 | 春季 | 5月7日   | 5月8日   |
| 2022 | 秋季 | 10月1日  | 10月2日  |
| 2023 | 春季 | 4月29日  | 4月27日  |
| 2023 | 秋季 | 9月22日  | 9月22日  |
| 2024 | 春季 | 5月18日  | 5月15日  |
| 2024 | 秋季 | 10月12日 | 10月10日 |
| 2025 | 春季 | 5月3日   | 5月4日   |
| 2025 | 秋季 | 9月27日  | 9月29日  |

### 天文學
- 夜空
- 天空亮度
- 業餘天文學
- 視星等
- 天空與望遠鏡雜誌 (S&T)
- 波特爾暗空分類法（Bortle Dark-Sky Scale）

### 環境
- 光汙染
- 天空輝光
- 過度照明
- 黑暗天空運動（Dark-sky movement）
- Dark-sky preserve
- 國際暗天協會 (IDA)

### 事件
- 地球時
- 地球日
- 世界地球日
- 天文100小時 (100HA)
- 國際黑暗天空週 (NDSW)

### 生物學
- 光生物學
- Scotobiology

## 外部連結
- Astronomical League information page on Astronomy Day （页面存档备份，存于）
- Royal Astronomical Society of Canada - Astronomy Day

1. ↑  Editors of Sky and Telescope;"Celebrate Astronomy Day" （页面存档备份，存于）.   Sky And Telescope:April 28, 2012